# 横浜北西トンネル
横浜北西トンネル（よこはまほくせいトンネル）は、神奈川県横浜市緑区北八朔町から横浜市都筑区東方町に至る首都高速神奈川7号横浜北西線のトンネルである。

## 概要
当トンネルは、第三京浜道路と東名高速道路を結ぶ道路の建設をするという計画から構想されていた。横浜町田ICから横浜市中心部へ向かう時には渋滞の多い無料の保土ヶ谷バイパスを通らなければならない状態が続いていたが、当トンネル開通後は多重ネットワークになり解消されつつある。
当初は2022年（令和4年）度の開通を目指す予定であったが、シールド工法の一部であるラップ施工が首都高速で初めて採用され、最大2年前倒しして2020年（令和2年）3月22日に開通した。
なお、当トンネルは道路法上の水底トンネルに該当するため、危険物積載車両の通行が禁止されており、トンネルの入口には危険物積載車両通行止めの標識がある。
また、トンネル内で事故や火災などが起こった場合のために、トンネル手前には信号機がある。